# Fluorescent (Pet Shop Boys)
Fluorescent è un singolo del gruppo musicale britannico Pet Shop Boys, pubblicato il 19 aprile 2014 come quinto estratto dal dodicesimo album in studio Electric.

## Descrizione
Pubblicato esclusivamente per il Record Store Day, il singolo è caratterizzato dalla presenza di due versioni remixate del brano ad opera del duo, che per l'occasione ha registrato nuovamente alcune parti con nuovi testi.

## Tracce
Lato A
1. Fluorescent (Indio Mix) – 7:12

Lato B
1. Fluorescent (Cali Mix) – 7:12